# Crassula exserta
Crassula exserta là một loài thực vật có hoa trong họ Crassulaceae. Loài này được (Reader) Ostenf. miêu tả khoa học đầu tiên năm 1918.